# Certosa di Vedana
La certosa di Vedana sorge in località Masiere, nel comune di Sospirolo, sul luogo dov'era situato l'antico ospizio di San Marco di Vedana risalente all'Alto Medioevo.

## Storia
Agli inizi del Basso Medioevo sembra certa l'esistenza di un ospizio (collegato ad altri ricoveri per pellegrini, facenti parte della via degli Ospizi) nella località di Vedana, di cui era proprietaria il Capitolo dei Canonici di Belluno. Lo attesta una bolla papale dell'ottobre 1155, con cui Adriano IV mette sotto la sua protezione i canonici di Belluno e li dichiara in perpetuo proprietari dell'ospizio di Agre e della chiesa. Nel corso del XIII secolo le difficoltà economiche e le rendite sempre più scarse suggeriscono che le strutture assistenziali vengano gestite in un altro modo.
Nel 1455 il Capitolo della Cattedrale di Belluno scrisse al Superiore Generale dei Certosini e l'Ordine accettò la proposta di insediarsi a Vedana e nel 1457 venne infatti stipulata la vendita dell'Ospizio di Vedana di proprietà del Capitolo ai padri certosini della Regola di San Brunone, con l'obbligo di continuare a praticare l'assistenza ai pellegrini. L'antico ospizio rispecchiava probabilmente la concezione d'impianto dell'antica casa rurale bellunese e risaliva al 1145-1150, ed era stato costruito come ospedale per i pellegrini. Fu nominato rettore della nuova certosa il monaco certosino Antonio Arlotti.
Nel 1458 si recarono sul luogo i commissari inviati dal capitolo generale: padre Filippo da Milano priore della certosa di Padova e padre Guglielmo rettore della certosa di Venezia, al fine di prendere possesso delle donazioni ed impartire le direttive fondamentali all'edificazione. L'ospizio, con le relative proprietà. Nel 1460 furono concessi anche gli ospizi minori di Candaten e Agre, con i rispettivi fondi; tutti questi beni furono incorporati ufficialmente nel 1467 dall'Ordine Certosino.
La vicina San Gottardo, con la sua chiesa, molto probabilmente doveva fungere da dimora provvisoria dei monaci durante il periodo di costruzione. Il primo edificio ad essere realizzato nel luogo della nuova certosa fu la chiesa, terminata nel 1471. Una confraternita laica, assistita da un sacerdote reggeva l'ospizio sotto la dipendenza dei canonici, che inviavano di tanto in tanto visite di controllo.
Nei decenni successivi l'opera di costruzione continuò: in una delle colonne del chiostro vi è apposta la data del 1521, ma precedentemente erano già stati costruiti alcuni edifici cenobitici come il refettorio, il capitolo, le cappelle di San Giuseppe e Santa Maddalena. Un documento del capitolo generale del 1542 indica al priore la necessità di aumentare il numero delle celle per i monaci del coro da sei a otto, ma le difficoltà finanziarie non consentivano una rapida conclusione dei lavori e solo la generosità dei benefattori permise gradualmente di terminare l'opera.
Il vescovo di Caorle Benedetto De Benedetti, delegato da quello di Belluno Alvise Lollino, nel 1619 consacrò la chiesa, fino allora solo benedetta.
Nel febbraio del 1695 scoppiò un incendio che arrecò ingenti danni ai fabbricati e distrusse anche documenti importanti come protocolli notarili, donazioni, titoli, relazioni di doni; da quel momento, dopo un difficile ripristino dei locali, non vi furono più significativi interventi di costruzione, ma vennero eseguiti lavori di decorazione pittorica della chiesa e degli ambienti.
Il 7 settembre 1768 il Senato Veneto decise di applicare al clero regolare provvedimenti di soppressione; il decreto si sviluppa in undici capitoli o paragrafi, attraverso una scrittura serrata, e viene approvato con centocinque voti favorevoli, diciotto contrari, cinquantaquattro non "sinceri". L'8 settembre 1769 i monaci dovettero abbandonare la certosa di San Marco di Vedana e trasferirsi nella vicina certosa del Montello.
Nel 1771 il patrizio veneziano Nicolò Erizzo acquistò la certosa e i suoi beni per 101.000 ducati, la diede in affitto alla famiglia Segato convertendola in fattoria e nel 1773 il Senato accelerò le operazioni di vendita dei conventi.
Nell'ex cella del procuratore il 13 giugno 1792 da Benedetto Segato e da Giustina Lante di Belluno venne alla luce Girolamo Segato detto il pietrificatore.
Nel 1825 Matilde Erizzo ereditò i beni della certosa e li portò in dote ai marchesi Araldi di Cremona; nel 1864 Andrea Segato ne divenne proprietario, poi la figlia Corinna nel 1882 e suo marito rivendette il monastero al padre generale dell'Ordine Marcello Grezier. Nello stesso anno i padri di Pavia ripresero possesso del monastero esclusi i terreni e i beni un tempo di proprietà della certosa. Il complesso fu poi oggetto di grande restauro.
L'Ordine dei Monaci Certosini vi rimase fino al 1977, successivamente il complesso rimase disabitato fino al 1998 quando fu ospitata la comunità di monache di clausura provenienti dalla Certosa di Riva di Pinerolo fino al 2014. Nel 2018 si è insediata nella certosa una comunità di monache di clausura Adoratrici perpetue del Santissimo Sacramento, dedite alla preghiera ininterrotta di fronte al Santissimo solennemente esposto. Il complesso monastico non è visitabile.

## Struttura architettonica
L'architettura certosina si distingue molto dalle altre, in particolare per le coincidenze fra simbologia e architettura che sono sempre precise e riconoscibili in relazione alla spiritualità e alla regola monastica dell'Ordine certosino. In tutte le abbazie ritroviamo la medesima distribuzione compositiva e la stessa spazialità, è straordinario come questi impianti monastici mantengano il medesimo insieme di aggregazione degli spazi. Il monastero della Grande Chartreuse, a nord di Grenoble nelle Alpi francesi, è il modello di riferimento dell'ordine. Ciascuna abbazia è dunque parte di un'unica idea che si fonda sulla vita monacale dedita alla contemplazione e alla preghiera, ci si apparta dal mondo vivendo in un eremo.
I rapporti tra i diversi edifici, tra le diverse misure e tra gli spazi aperti e chiusi sono determinati da questa cultura spirituale dell'abitare. La progettualità e l'equilibrio degli spazi si fondano sul quadrato, che diventa la chiave di tutte le strutture dell'edificio. I quattro lati del chiostro possono essere assimilati alle quattro virtù dell'anima che sono: il disprezzo di sé stessi, il disprezzo del mondo, l'amore di Dio e l'amore per il prossimo. Il lato ovest, guarda a occidente, verso il tramonto (ala dei Monaci), è il luogo del disprezzo per sé stessi; il lato nord (ala dei servizi) guarda verso settentrione, verso la notte, è il luogo del disprezzo per il mondo; il lato est, (ala dei conversi) guarda a Oriente, verso l'aurora, è il luogo dell'amore per il prossimo; il lato sud, guarda a meridione, verso mezzogiorno, è il luogo dell'amore per Dio e il luogo dove è situata la chiesa. Assumono particolare importanza anche i numeri tre, quattro e dodici. Tre sono le tavole del refettorio come tre sono tutte le portate; quattro sono i lati del chiostro come quattro sono le piazze di Gerusalemme.
Nel XIII secolo, la certosa si presenta con un impianto ben definito e organico ed è costituita dall'unione dei tre chiostri: il grande chiostro (espressione dell'aspetto eremitico della vita certosina), il piccolo chiostro (che collega tutti gli ambienti di vita comune dei padri), la corte delle obbedienze (con funzione di collegamento per i locali di attività dei conversi). Nel caso della certosa di Vedana la chiesa dal punto di vista architettonico assume una posizione di rilievo al centro dell'intero complesso ed è la prima ad essere costruita nel 1471. Sul fianco sinistro della chiesa venne costruito immediatamente dopo il chiostro piccolo dei monaci, mentre il grande chiostro venne collocato sul retro con una angolazione diversa per meglio sfruttare l'area pianeggiante. Il chiostro dell'accoglienza venne costruito davanti alla chiesa, i lavori iniziarono probabilmente nello stesso periodo del grande chiostro (1521) ma terminarono molto lentamente a causa dei redditi scarsi ed incerti a disposizione dei diversi priori che governarono la certosa in quegli anni.
Altro ambiente importante è la cella, luogo nel quale il monaco può vivere la sua esperienza di fede, di solitudine e pace. Nella cella il monaco trascorreva l'intera sua vita, uscendo solo per le celebrazioni liturgiche notturne e diurne e nei giorni di festa per la refezione comune. La solitudine delle celle è rafforzata e protetta del silenzio del grande chiostro. Nella certosa di Vedana le celle previste in origine dovevano essere sei, poi divennero otto a metà del Cinquecento, e vennero costruite sui lati nord ed est del chiostro perché meglio esposte al soleggiamento. Nel Seicento l'aspetto della certosa era ormai definitivo, da quel momento infatti vengono eseguiti soprattutto lavoro di decorazione.
Il progetto della "fabricatura" della certosa già agli esordi contiene tutti gli elementi necessari per la sua edificazione, compresa l'indicazione dei luoghi di prelievo dei materiali e della corografia del territorio. Inoltre, sono disegnati in proiezioni ortogonali i principali edifici che costituiranno la certosa, in particolare la chiesa e le celle, con la definizione addirittura dei fori, delle finestre e della pendenza dei tetti. Questi disegni rappresentano esattamente ciò che è necessario e sufficiente per avviare il cantiere.

### Certose venete
La certosa esercitò nei secoli un'ampia attrazione per ambienti ecclesiastici e laici, come espressione di vigorosa osservanza e di devozione grazie alla tradizione spirituale e disciplinare delle sue origini.
Esistevano quattro certose venete, tre sulla terraferma e una lagunare:
- San Girolamo del Montello (1349-1351) a seguito delle soppressioni napoleoniche nel 1809 fu messa all'asta e poi demolita.
- Sant'Andrea in Isola a Venezia (1422-1425) fu abbandonata nel 1806 e ad oggi non resta niente. Parte del chiostro fu acquistato dal principe Carlo di Prussia e nel 1850 fatto ricostruire nel parco della sua residenza estiva a Berlino.
- Santi Girolamo e Bernardo di Padova (1448-1451) fu demolita nel 1510 a seguito della guerra della Lega di Cambrai e ricostruita a Vigodarzere (1534-1560), ora villa privata in stato di abbandono (certosa di Vigodarzere).
- San Marco di Vedana (1455-1467), l'unica rimasta ancora in piedi e funzionale.

## Curiosità
- La chiesa monastica (di San Marco) contiene delle importanti opere pittoriche, tra cui tre pale d'altare; quella grande dell'altare maggiore di Francesco Frigimelica il Vecchio del 1610 e le altre due degli altari laterali "dei fratelli" di Sebastiano Ricci. Tramite un accordo con l'Ordine certosino e la diocesi di Belluno-Feltre queste opere sono esposte al museo diocesano di Feltre.
- All'interno del complesso della certosa si trovano tre stanze, racchiuse in un appartamento chiamato "vescovado". Una residenza per ospiti illustri che volevano trascorrere un breve periodo di riflessione spirituale all'interno della certosa. Nella primavera del 1947 don Albino Luciani (che in futuro diventerà papa), nominato da poco segretario del sinodo diocesano di Belluno e Feltre, si ritirò per un mese intero nel "vescovado" della certosa di Vedana.

## Galleria d'immagini

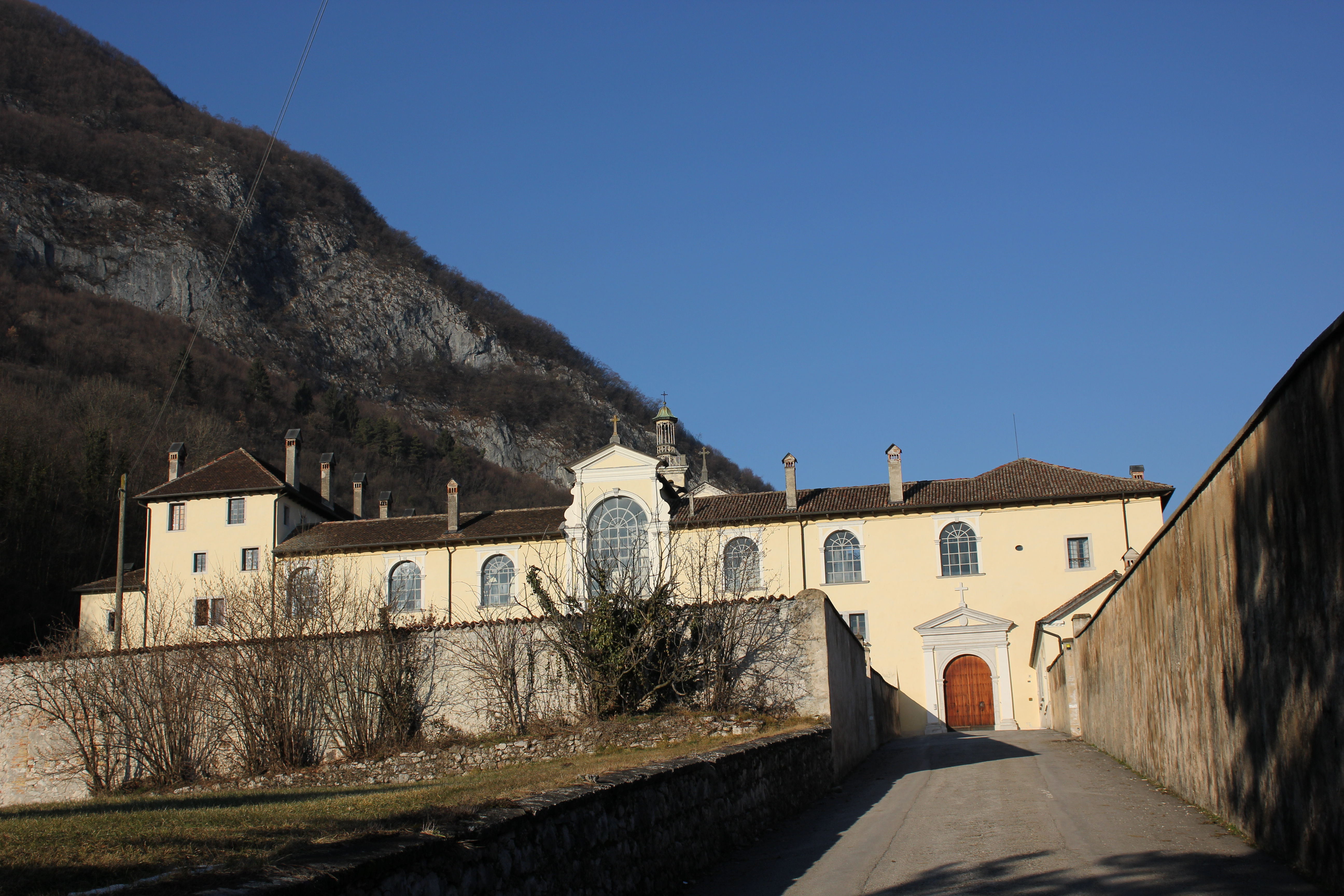
Viale d'ingresso della certosa di Vedana
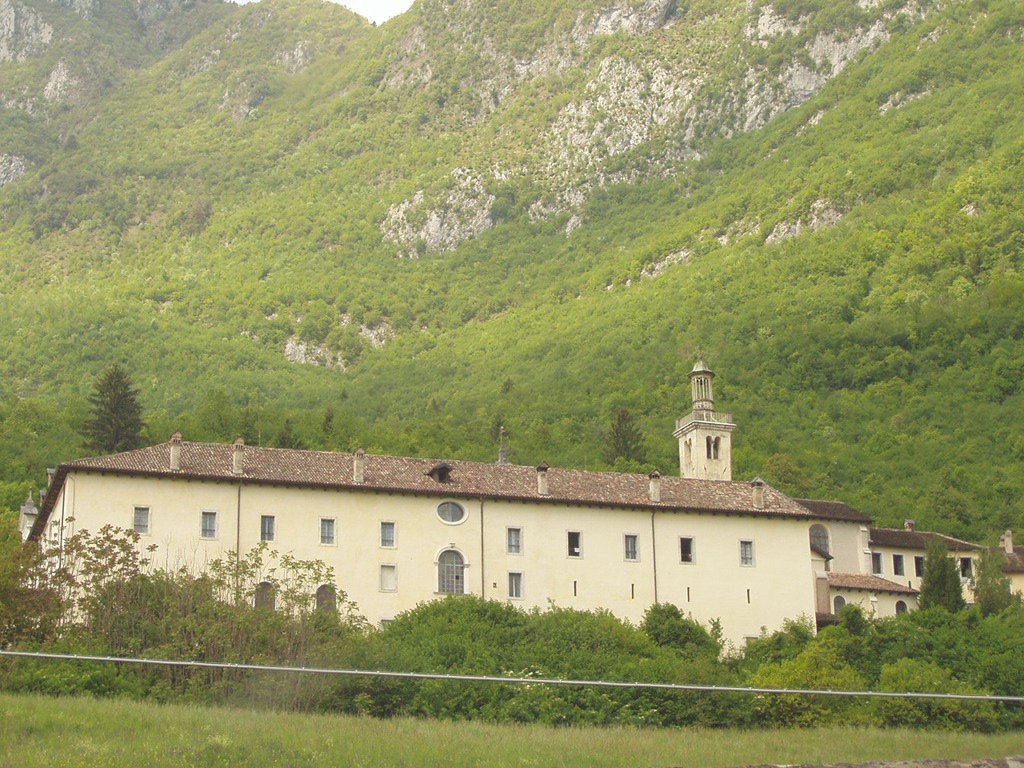
Vista laterale della certosa
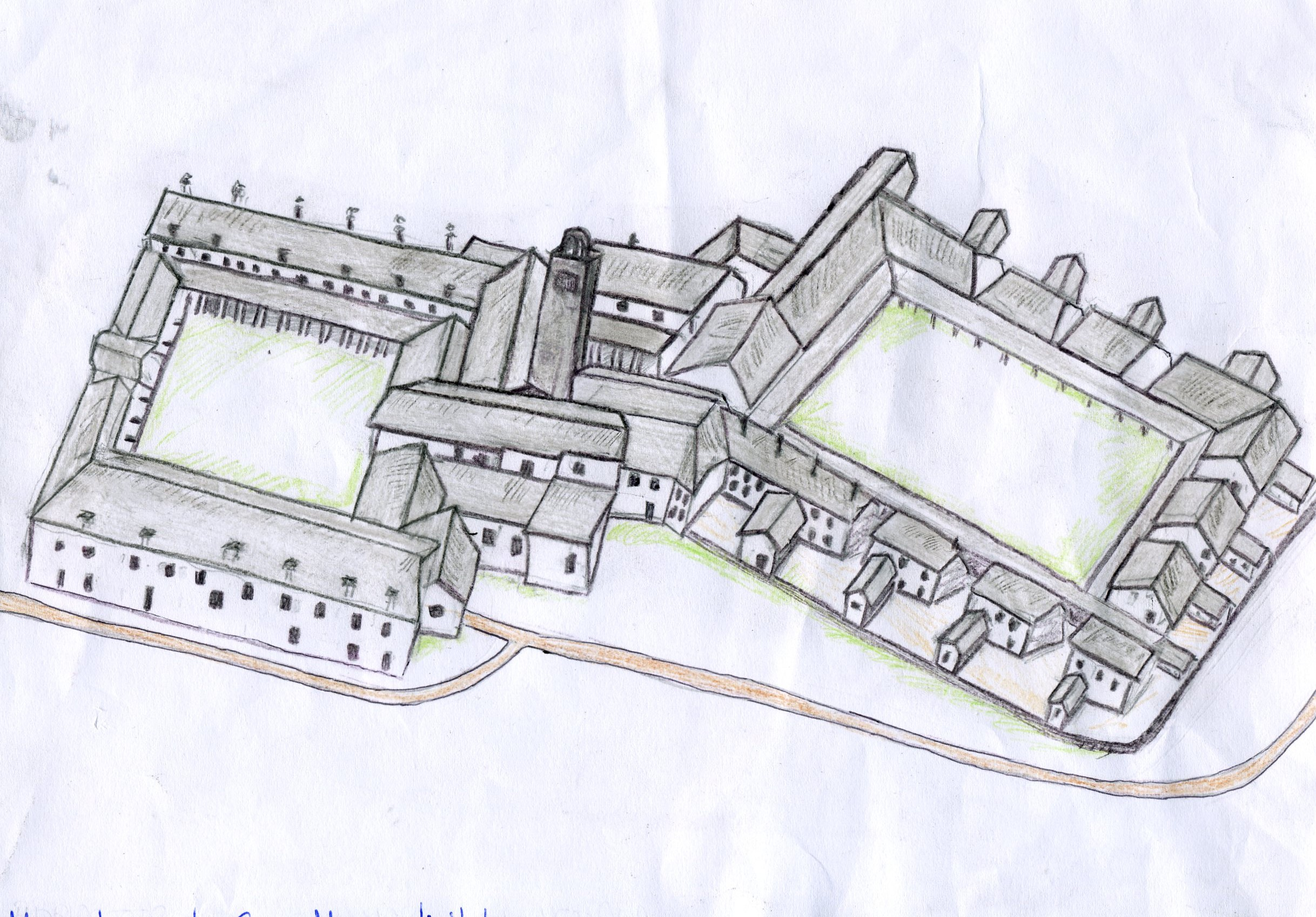
Schema dell'architettura della certosa
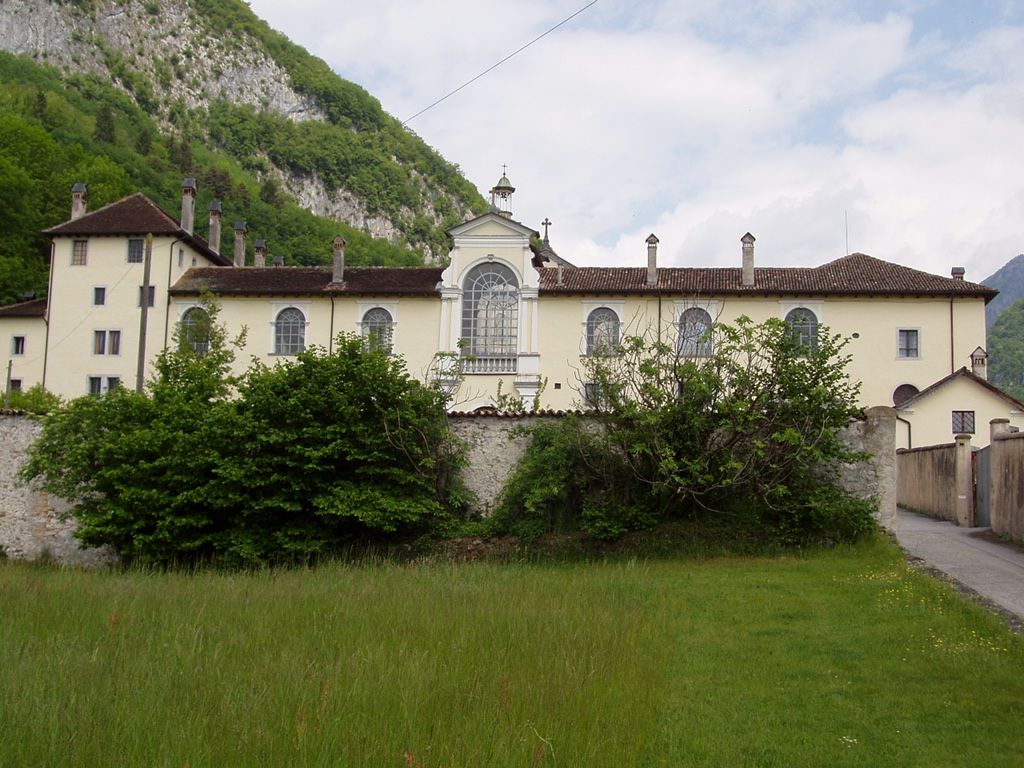
Facciata e ingresso della certosa di Vedana
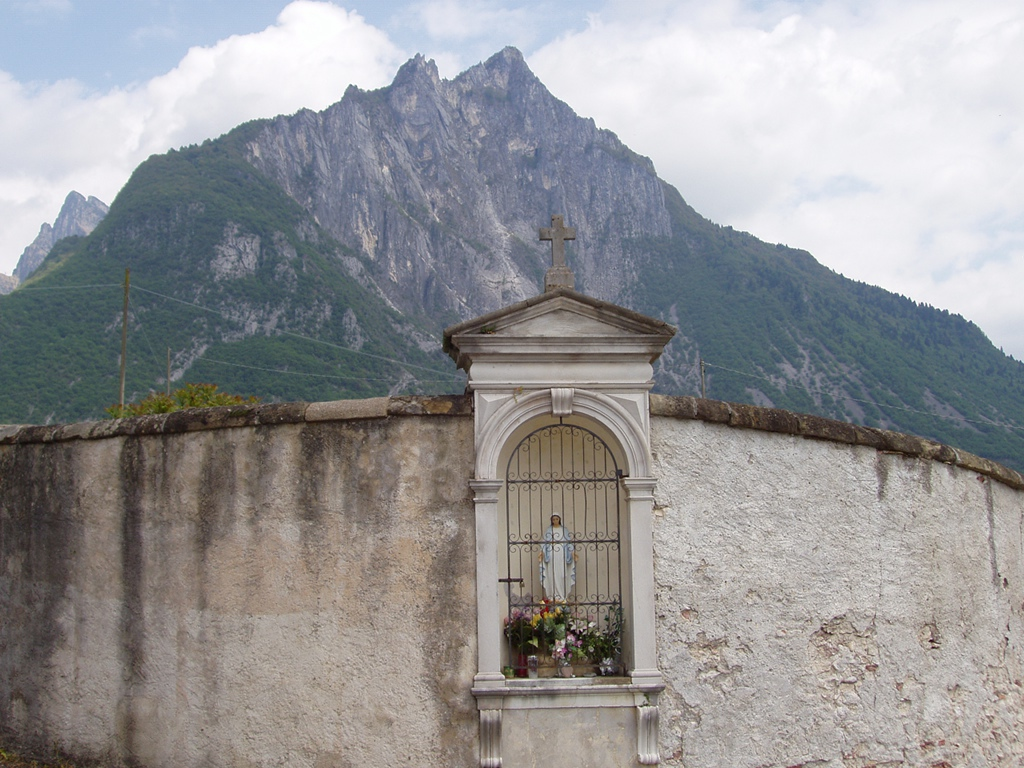
Capitello votivo nei pressi dell'ingresso
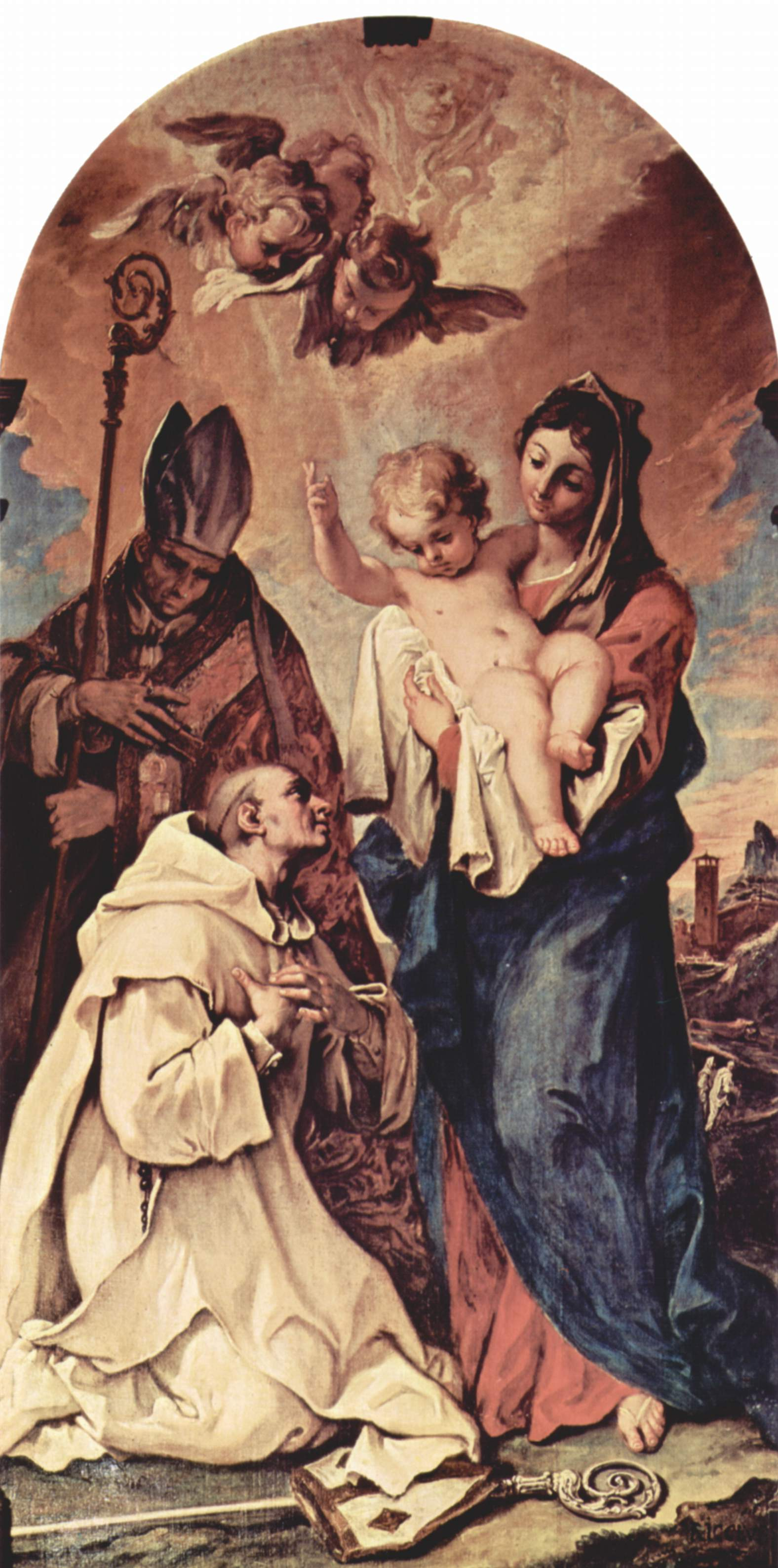
Una pala d'altare di Sebastiano Ricci